# Джордж Роберт Вотергаус
Джордж Ро́берт Во́терга́ус (англ. George Robert Waterhouse; 6 березня 1810, Сомерс-Таун, Англія — 21 січня 1888, Путна (Лондон)) — британський зоолог.
Вотергаус був одним із засновників Королівського ентомологічного товариства Лондона. Є автором відомої публікації природознавства ссавців англ. A natural history of the Mammalia.

## Описані види
- Myrmecobius fasciatus Waterhouse, 1841
- Mesocricetus auratus Waterhouse, 1839
- Abrocoma bennettii Waterhouse, 1837